# Ligamentum radioscapholunatum
A ligamentum radioscapholunatum (rövidítése RSL) egy apró (mindössze kb 1 cm hosszú) szalag a csuklóban. A ligamentum radiolunatum longus és a ligamentum radiolunatum brevis között található a voláris oldalon. Az orsócsont (radius) disztális részének apró kiemelkedéséről ered és a holdascsont (os lunatum) valamint a sajkacsont (os scaphoideum) összeilleszkedésénél tapad. Hisztológiai vagy mechanikai értelemben nem valódi szalag.
Szakítószilárdsága mintegy 40 N.

## Topográfia
Az orsócsont disztális részének egyik apró kiemelkedéséről ered, a holdascsont és a sajkacsont összeilleskedésénél tapad. A ligamentum scapholunatum interosseale proximális részével egyesül, e szalagot a ligamentum radioscapholunatumhoz kapcsolódó ízületi hártya is fedi.

## Klinikai jelentőség
Gyógyulási képessége vaszkularizációja ellenére korlátozott, ezért a sérülés akut fázisában kezelése fontos.
A középső kéztőízületet stabilizálja.